# 神在村
神在村（じんざいむら）は、岡山県吉備郡にあった村。現在の総社市の一部にあたる。

## 地理
高梁川の中流右岸、新本川の下流域の低平地に位置していた。

## 歴史
- 1889年（明治22年）6月1日、町村制の施行により、下道郡上原村、富原村、八代村、下原村が合併して村制施行し、神在村が発足[1][2]。旧村名を継承した上原、富原、八代、下原の4大字を編成[2]。
- 1893年（明治26年）大洪水により大きな被害を受けた[2]。
- 1900年（明治33年）4月1日、郡の統合により吉備郡に所属[1][2]。
- 1951年（昭和26年）4月1日、吉備郡総社町に編入され廃止[1][2]。編入後、総社町大字上原・富原・八代・下原となる[2]。

### 地名の由来
八代村の神（みわ）神社による。

## 交通
1930年（昭和5年）常盤橋が完成して総社からバスが運行し、渡し船が廃止となった。

## 産業
- 農業[2]
- 産物：繭、花筵、畳表、麺、淡水魚、石材、砂利[2]

## 教育
1893年（明治26年）の大洪水で神在尋常小学校の校舎が流出し、大字富原に仮校舎を設置し、1901年（明治34年）新校舎落成。1911年（明治44年）高等科を併置し、1947年（昭和22年）神在小学校となる。